# Kathleen Jamie
Kathleen Jamie (née le 13 mai 1962) est une poétesse et essayiste écossaise,.

## Biographie
Kathleen Jamie grandit à Currie, près d'Édimbourg. Elle étudie la philosophie à l'université d'Édimbourg, publiant alors ses premiers poèmes. Son écriture est ancrée dans le paysage et la culture écossaise et couvre les voyages, les problèmes des femmes, l'archéologie et les arts visuels. Elle écrit en anglais et parfois en écossais,.
Elle écrit des chroniques pour la London Review of Books et The Guardian.
Un de ses poèmes est inscrit sur le monument national à Bannockburn.
Elle est professeure d'écriture créative à l'université de Stirling.
En 2014, elle décide d'écrire un poème par semaine, qui seront rassemblés dans le recueil The Bonniest Companie, publié en 2015,.
En 2009, Jamie est élue membre de la Royal Society of Literature et, en 2018, elle est élue membre de la Royal Society of Edinburgh.
Elle vit dans le comté de Fife au nord-est de l'Écosse.

## Prix
- 1981 : Prix Eric Gregory
- 1995 : Somerset Maugham Award pour The Queen of Sheba
- 1996 : Prix Forward Poetry (meilleur poème) pour The Graduates
- 1996 : Prix commémoratif Geoffrey Faber pour The Queen of Sheba
- 2000 : Prix commémoratif Geoffrey Faber pour Jizzen
- 2004 : Prix Forward Poetry (meilleur recueil) pour The Tree House
- 2005 : Prix du livre de l'année du Scottish Arts Council pour The Tree House
- 2012 : Prix Costa Poetry Award pour The Overhaul
- 2014 : Médaille John Burroughs pour Sightlines[7]
- 2016 : Prix du livre de l'année de la Saltire Society pour The Bonniest Companie[8]
- 2017 : Prix Ness "pour une écriture créative exceptionnelle au confluent du voyage, de la nature et de la culture" [9]

## Œuvres
- Black Spiders, 1982.
- A Flame In Your Heart (avec Andrew Greig), 1986.
- The Way We Live, 1987.
- The Golden Peak: Travels in North Pakistan (repris dans Among Muslims en 2002), 1992.
- The Autonomous Region: Poems and Photographs from Tibet, 1993.
- The Queen of Sheba, 1994.
- Jizzen, 1999.
- Mr & Mrs Scotland Are Dead (poèmes 1980-94), 2002.
- The Treehouse, 2004.
- Findings, essai, 2005.
- Sightlines, essai, 2012.
- The Overhaul, 2012.
- The Bonniest Companie, illustré par Olivia Lomenech Gill, 2015.
- Surfacing, essai, 2019.

Traductions françaises
- Dans l’œil du faucon[10], Hoëbecke, Paris, 2015.
- Tour d'horizon[11], essai, traduit par Ghislain Bareau, éditions La Baconnière, Genève, 2019.
- Strates, traduit par Ghislain Bareau, éditions La Baconnière, Genève, 2020.
- La Révision, poèmes traduits par Christian Garcin, éditions La Baconnière, Genève, 2023.